# Коневский сельсовет (Нижегородская область)
Коневский сельсовет — сельское поселение в Балахнинском районе Нижегородской области Российской Федерации.
Административный центр — деревня Конево.

## История
Статус и границы сельского поселения установлены Законом Нижегородской области от 15 июня 2004 года № 60-З «О наделении муниципальных образований - городов, рабочих поселков и сельсоветов Нижегородской области статусом городского, сельского поселения».

## Население
| 2002  | 2010  | 2012  | 2013  | 2014  | 2015  | 2016  |
| ----- | ----- | ----- | ----- | ----- | ----- | ----- |
| 1372  | ↘1099 | ↘1054 | ↘1040 | ↘1029 | ↗1030 | ↘1007 |
| 2017  | 2018  | 2019  | 2020  |       |       |       |
| ↘1005 | ↘989  | ↘950  | ↘946  |       |       |       |

## Состав сельского поселения
| № | Населённый пункт | Тип населённого пункта          | Население |
| - | ---------------- | ------------------------------- | --------- |
| 1 | Бредово          | деревня                         | ↘6        |
| 2 | Бурцево          | деревня                         | ↘50       |
| 3 | Конево           | деревня, административный центр | ↘1016     |
| 4 | Малинино         | деревня                         | ↘9        |
| 5 | Погарново        | деревня                         | ↘4        |
| 6 | Сонино           | деревня                         | ↗11       |
| 7 | Юрино            | деревня                         | ↘3        |